# Mercado El Cardonal
El Mercado El Cardonal, antiguamente también conocido como la Recoba del Cardonal, es un mercado de abastos ubicado en el barrio El Almendral del plan de la ciudad chilena de Valparaíso, más específicamente en la manzana conformada por las calles Uruguay, Brasil, Rawson y Yungay. El primer edificio se construyó alrededor de 1855, y fue administrado por la Municipalidad hasta haber sido destruido por el terremoto de 1906. El edificio actual se construyó entre 1912 y 1916, pasando a manos de privados.

## Historia

### Antecedentes
Durante la segunda mitad del siglo XIX y primeros años del siglo XX, Valparaíso vivió un importante auge económico, urbanístico y cosmopolita en torno a su creciente Barrio Puerto. Se hicieron rellenos, ganándole espacio al mar, para ampliar el Plan de la ciudad. El barrio El Almendral, por su parte, también se comenzó a urbanizar rápidamente, perdiendo progresivamente su carácter agrícola, y como el acceso de la ciudad al puerto no era siempre transitable, se pensó en construir un centro de acopio en este sector más alejado de la boyante actividad portuaria.
Las actas municipales de la época dejaron rastro de la preparación del proyecto. El 26 de noviembre de 1843 se mencionan especificaciones de planos para un futuro edificio del Mercado El Cardonal. En abril de 1844, el Cabildo acuerda el pago de dos planos arquitectónicos, y el 17 de mayo de 1854 se acredita a José Ramón Silva como su rematante.

### El primer edificio

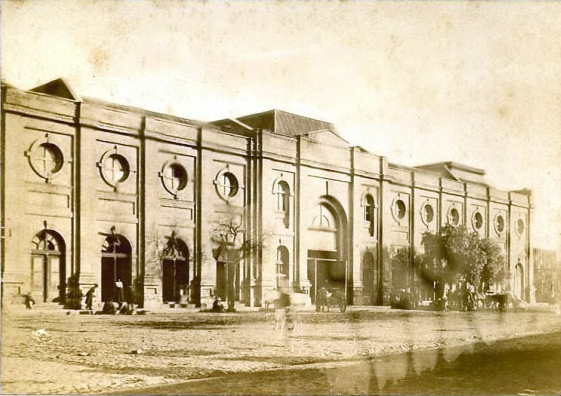
Primer edificio de El Cardonal.

Si bien se perdieron muchos documentos oficiales relacionados con su creación, y actualmente existe información contradictoria, ciertos estudios sitúan la edificación del primer mercado en 1855, en manos de Alexander Livingstone, habiendo sido luego ampliado mediante una recova en su manzana contigua, a partir de los planos de Juan Livingston, que datan del 28 de agosto de 1872. En un informe de estos planos, del 6 de junio de 1873, se justifica la ampliación del edificio con un segundo piso para aumentar la rentabilidad del municipio. Durante esa década se comenzaron a regular las plazas y mercados de abastos, considerándose desde diciembre de 1870 que debían funcionar durante todo el día mientras hubiese luz solar. También se reguló que fueran los mismos comerciantes los encargados del aseo del espacio, y se creó la figura del «teniente de abastos», quien podía eliminar mercadería en mal estado. Una ordenanza del 2 de abril de 1873 para la «Plaza de Abastos de Valparaíso» permitía la venta para consumo de cualquier artículo fresco, y restringía a 300 metros el área de protección de los rubros allí desarrollados. Los puestos se remataban anualmente y se pagaba por el ingreso de bestias de carga, carretón y carreta al momento de su entrada.
El 15 de mayo de 1877 se autorizó al Intendente a abrir una cuenta corriente para finalizar las obras, y el 28 de julio del mismo año se comunicaron los resultados de las licitaciones para su uso. Para esos años el barrio ya estaba muy habitado. Hacia 1880, el sector estaba poblado con decenas de conventillos.

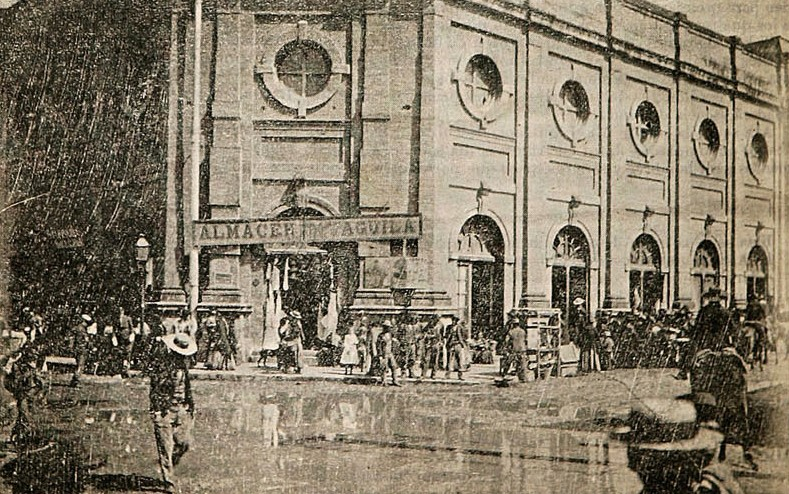
Acceso desde la calle Yungay, en enero de 1903.

Para 1898, el horario de funcionamiento de los mercados se regularizó de manera más específica, quedando de 5:00-17:00 hrs entre abril y septiembre (temporada de otoño-invierno), y de 4:00-18:00 hrs entre octubre y marzo (temporada de primavera-verano). Posteriormente, el horario de invierno comenzó a partir de las 4:30 hrs. Un decreto de la Alcaldía del 15 de diciembre de 1899 restringió la venta minorista al segundo piso del mercado, y en octubre de 1901 se determinó que los cargadores debían pagar una inscripción de ingreso, contando con un fiador que servía de aval para evitar malos comportamientos. Los fiadores así formaban cuadrillas y debían vigilar a los demás para no ser amonestados.

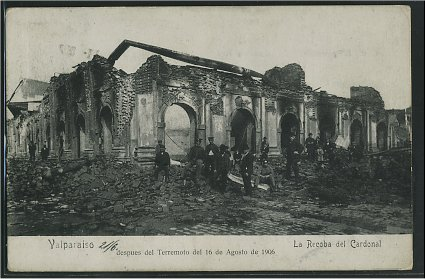
El edificio tras el terremoto de 1906

En 1904 se suprimió el Mercado del Cóndor, que abastecía a la parte central de la ciudad, convirtiendo así a El Cardonal, que era por entonces municipal, como mercado preponderante. Sus entradas eran de 94 123 pesos con 80 centavos de la época, mientras que las del Mercado Puerto, de solo 32 798 pesos con 6 centavos. Por esta época el mercado se dividía en tres partes:
- Pilastras exteriores en los bajos, con 34 piezas y cuatro esquinas arrendadas a contrata. El arriendo de las piezas se subastaba por 5 años, con un mes de garantía, pago diario y máximo 8 días permitidos de retraso, antes de rescindir el contrato y dejar el depósito para beneficio municipal.[nota 3]
- Pilastras interiores en los bajos, con 156 pilastras sencillas, 88 de ellas circundando el edificio, y 68 en el local llamado La Vega. También poseía un sitio de 144 m² que se arrendaba a 10 centavos el metro. Estas pilastras se arrendaban sin contrato.[nota 4] Este sector vendía al por mayor cereales, frutas y verduras.
- Puestos de la parte alta, con 253 puestos.[nota 5] Sector minorista con productos de uso diario.

El 16 de agosto de 1906, el edificio fue destruido por un fuerte terremoto, que acabó con gran parte de la ciudad.

### El segundo edificio

#### El traspaso municipal a privados

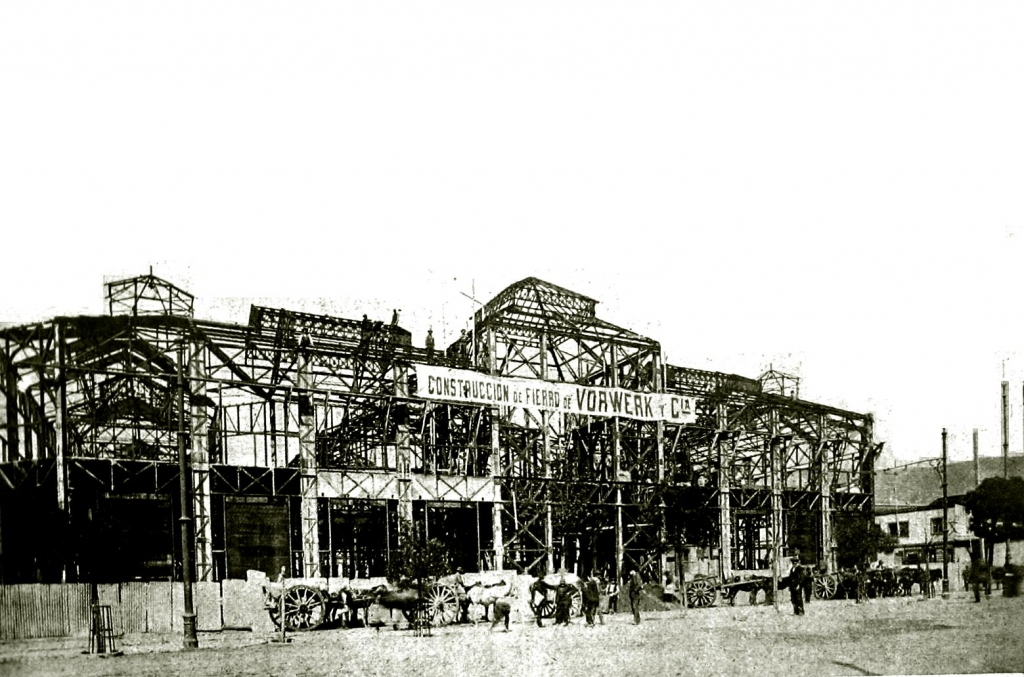
«Construcción de fierro de Vorwerk y Cía.», entre 1914-1916.

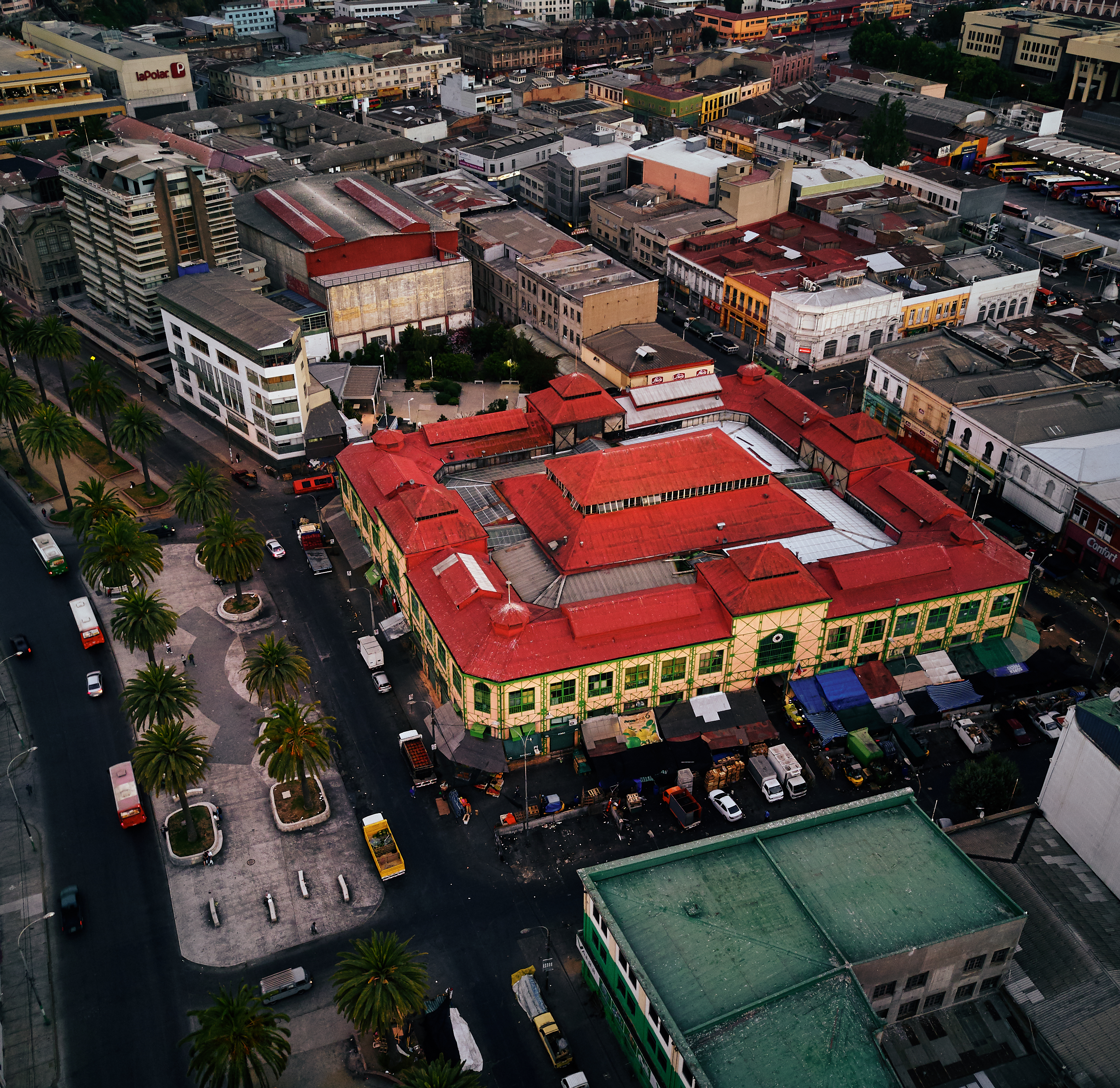
Emplazamiento del mercado, en 2018.

Entre 1909 y 1910, luego de dos licitaciones públicas que no surtieron efecto, el proyecto para construir un nuevo edificio para El Cardonal fue adjudicado a Berlín Construction Company, empresa representada frente a la Municipalidad por Eduardo Germain y Wenceslao Sierra. Por entonces el Mercado estaba valorizado en 700 mil pesos de la época. La primera escritura se firmó en mayo de 1911, y en ella se contemplaron dos meses para el diseño de los planos, y doce para la construcción de la obra. La Municipalidad solicitó una fachada sencilla y una estructura de vigas de fierro. Con el reciente desastre del terremoto aún presente, la empresa adjudicada agregó por su parte que el edificio fuera totalmente incombustible, y exigió que no coexistieran otros mercados por lo menos a ocho cuadras a la redonda, lo que cubría todo el paño del plan de Valparaíso hasta más allá de los jardines municipales—actual Parque Italia—pero antes de la Plaza Victoria.
La concesión duraba un máximo de treinta años, durante los cuales se le debía pagar a la Municipalidad de forma escalonada más derechos por las piezas o pilastras, mientras progresivamente fuera disminuyendo el valor de compra de la construcción. La explotación del mercado estaba sujeta a los valores de la Ordenanza de Abastos. Sin embargo, el 24 de octubre de 1914 se firmó un contrato con varias modificaciones, incluyendo considerar los treinta años de concesión a partir de 1916, a cambio de incluir varios requerimientos en la construcción del inmueble. El mercado fue vendido por 1 480 927.75 oro de 18 peniques, equivalentes a $4 442 783.25 pesos de la época. Durante el tiempo de construcción, comprendido entre julio de 1914 y julio de 1916, los contratistas debían pagar cada uno diez mil pesos anuales a la Municipalidad por concepto de arriendo del uso del espacio. Durante los diez años siguientes, se debía dar a la Municipalidad diez mil pesos mensuales, y ya finalizado este plazo, continuar pagando el 3% de lo conseguido por el arriendo de las pilastras.
En 1928, a doce años de empezada la concesión, Germain y Sierra comenzaron a pactar la venta del mercado a la Municipalidad. Hacia 1913, la Berlín Construction Company les había otorgado a ambos las atribuciones totales del edificio, lo que sin embargo solo se acabó por legalizar completamente más de una década después, lo que entrampó los acuerdos y arriesgó la nulidad del contrato.

#### Características

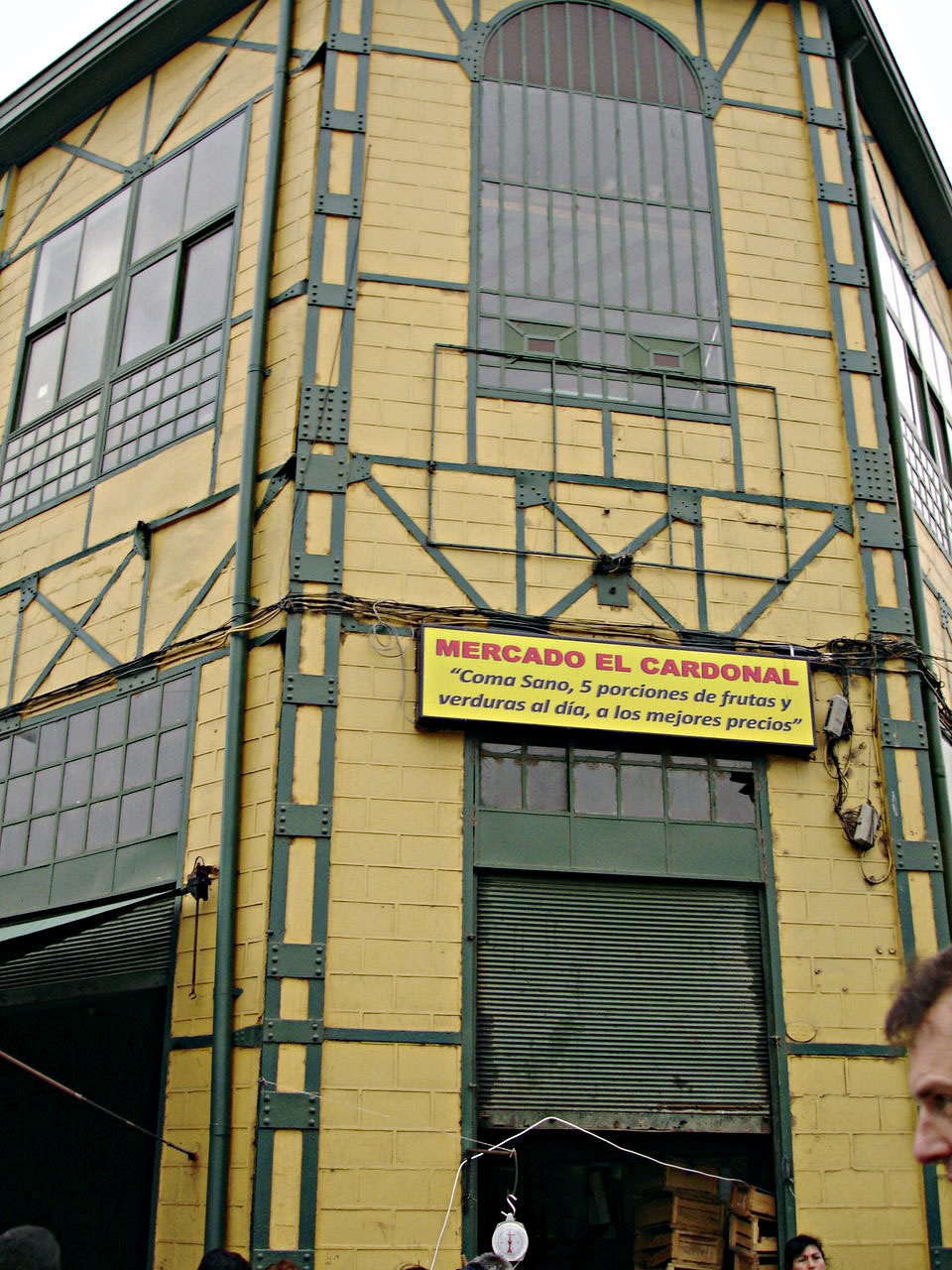
Detalle del exterior en 2010.

El nuevo edificio fue diseñado por el ingeniero porteño Eduardo Feuereisen, nacido en 1880, titulado de la Universidad de Chile y discípulo de Gustave Eiffel. Su estructura metálica prefabricada, reflejo de una fuerte tendencia de la época, fue importada desde Alemania por la compañía Vorwerk. El edificio tiene dos pisos, está emplazando en un terreno de 3928 m² y cuenta con una superficie edificada de 9332 m².
Desde sus primeros años, en las cuatro calles circundantes al mercado, se establecieron corrales para revisar las acémilas y legumbres que llegaban desde fuera de la ciudad durante las primeras horas de la mañana. En el primer piso, en torno a su fachada, se encuentran hasta hoy en día diversos productos agrícolas. En el piso superior se ubican restaurantes de gastronomía chilena, especialmente de mariscos y pescados.
|                  |
| Interior en 2006 |

|                   |
| Comedores en 2019 |